# Archidendron tjendana
Archidendron tjendana là một loài thực vật có hoa trong họ Đậu. Loài này được (Kosterm.) I.C.Nielsen miêu tả khoa học đầu tiên.